# Christine Amertil
Christine Amertil-Ling, bahamska atletinja, * 18. avgust 1979, Nassau, Bahami.
Nastopila je na olimpijskih igrah v letih 2000, 2004, 2008, 2012 in 2016, leta 2004 je dosegla sedmo mesto v teku na 400 m. Na svetovnih prvenstvih je osvojila srebrno medaljo v štafeti 4x100 m leta 2009, na svetovnih dvoranskih prvenstvih srebrno in bronasto medaljo v teku na 400 m, na panameriških igrah srebrno medaljo v isti disciplini leta 2007, na igrah Skupnosti narodov pa bronasto medaljo leta 2010.